# Purkullu
Un purkullu est le nom des tailleurs et graveurs de pierres et notamment de sceaux-cylindres, en Mésopotamie. Il s'agit d'un terme akkadien, dérivé du sumérien bur-gul.